# هیوندای آی۲۰ دبلیوآرسی
هیوندای آی۲۰ دبلیوآرسی یک خودرو رالی جهانی است که توسط شرکت هیوندای برای استفاده در مسابقات رالی قهرمانی جهان از سال ۲۰۱۴ ساخته شده است. این خودرو بر پایه مدل جمع‌وجور هیوندای آی۲۰ طراحی شده و در نمایشگاه خودروی پاریس ۲۰۱۲ رونمایی شد. عرضه این مدل نشان‌دهنده بازگشت هیوندای به مسابقات جهانی رالی پس از ده سال غیبت بود. این خودرو اولین حضور رقابتی خود را در رالی مونت کارلو ۲۰۱۴ تجربه کرد.